# パルナッソス (ラファエロ)
『パルナッソス』 （伊: Il Parnasso、英: The Parnassus）は、イタリア・盛期ルネサンスの巨匠ラファエロ・サンティが描いたフレスコ画である。ローマ教皇ユリウス2世の委嘱により、現在、ヴァチカン宮殿の「ラファエロの間」として知られている部屋に描かれた。本作は、おそらく「ラファエロの間」の1つである「署名の間」の第2の壁に1509年から1511年の間に制作されたもので、窓枠の部分に署名と年記がある。 この制作時期は、「署名の間」のほかの壁を占める『聖体の論議』より後で、『アテナイの学堂』より前である。
「署名の間」の天井には「神学」、「哲学」、「法学」、「詩学」という人間の知識の４つの領域の学問の擬人像が描かれている。フレスコ画もそれぞれの学問に呼応して、『聖体の論議』 (神学)、『アテナイの学堂』 (哲学)、『美徳の寓意像』 (法学)、そして、本作『パルナッソス』 (詩学) が描かれている。これは、キリスト教と古代文化、宗教と世俗のモラルの融和を意図したもので、まさにルネサンスの理想を表したものである。

## 作品
『パルナッソス』はギリシア神話の神アポローンが住むパルナッソス山を表しているが、ラファエロは記念すべき構図を創造した。このフレスコ画では、大きな窓が画面のちょうど中央にくるため、ラファエロはこの開口部の周りに人物を配置せざるをえなくなった。そこで、その開口部を山の麓に見立てる工夫をしたのである。建築物を描きこむことのできないこの場面をまとめているのは、鮮やかな緑色をした月桂樹で、この葉の冠は登場人物たちのほとんどすべての頭上で輝いている。
画面中央の月桂樹の木の下にいるアポローンは、古代のリラではなく、ラファエロの時代のリラ・ダ・ブラッチョを弾いている。その弦は通常7本であるが、ここでは9本となっている。この「9」という数字はこの絵画のほかのところにも繰り返されており、アポローンは９人のムーサ、古代ギリシア・ローマの9人の詩人、ダンテ以降の９人の詩人に取り囲まれている。アポローンは、叙事詩人のムーサであるカリオペーとともに詩人たちに霊感を与えた神である。
人物の特定には諸説があるが、右下に座っているのはホラティウス、左上にいるのは盲目のホメロス、彼を挟んで向かい合っているのはダンテとウェルギリウス (ダンテの『神曲』中の「地獄編」第1歌に記された2人の出会いの場面を表しているように思われる) 、ほかにオウィディウス、ペトラルカ、ボッカッチョなどが描かれている。
ラファエロは、1506年に発掘され、ヴァチカン宮殿にあった古代彫刻『ラオコーン群像』 (ヴァチカン美術館) のラオコーンの顔を、ラオコーンの苦痛よりも盲目を表しているホメロス (中央左寄りの暗青色の人物) の顔に用いている 。絵画中の2人の女性像は、ミケランジェロの「アダムの創造」、「エウテルペー」、「サッフォー」 (彼女の持つ巻物に名が記されている）を想起させるといわれている。サッフォーは描かれている唯一の女性詩人である。彼女は後に描き加えられたもので、フレスコ画のための素描を記録したマルカントニオ・ライモンディの版画には登場していない。彼女の身を捩るさまからは、ミケランジェロが『システィーナ礼拝堂天井画』で展開していた新たな形態表現に、ラファエロがすぐに挑戦していたことがわかる。
フレスコ画の下の窓からは、アポローンにとって神聖なものと考えられたヴァチカンの丘の景色が望まれる。ビオンド、ヴェジオ、アルベルティーニ (Albertini) などの人文主義者たちはヴァチカンの古代太陽神について触れている。

## ギャラリー

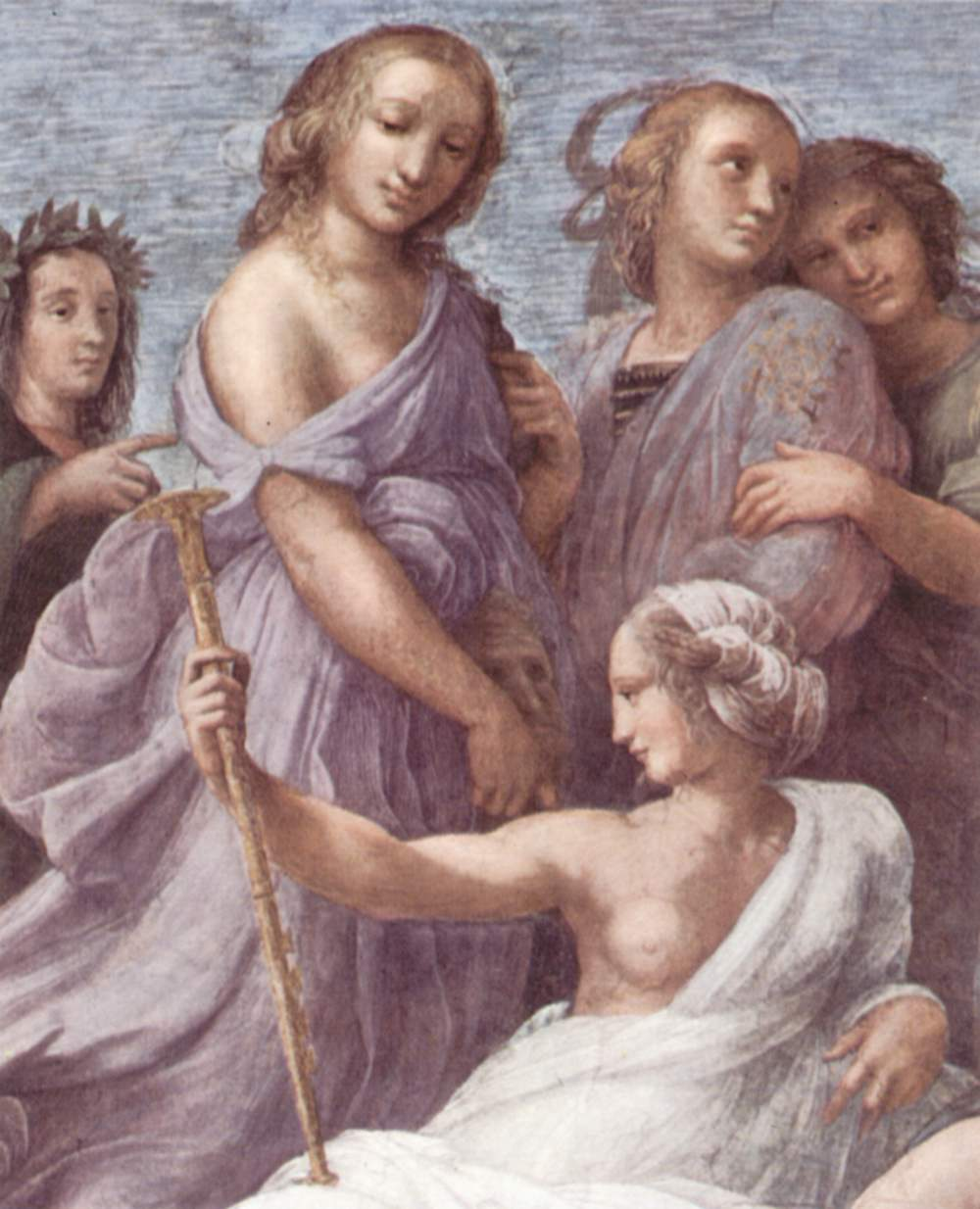
スタティウス、タレイア、クリオ、エウテルペー 、カリオペー
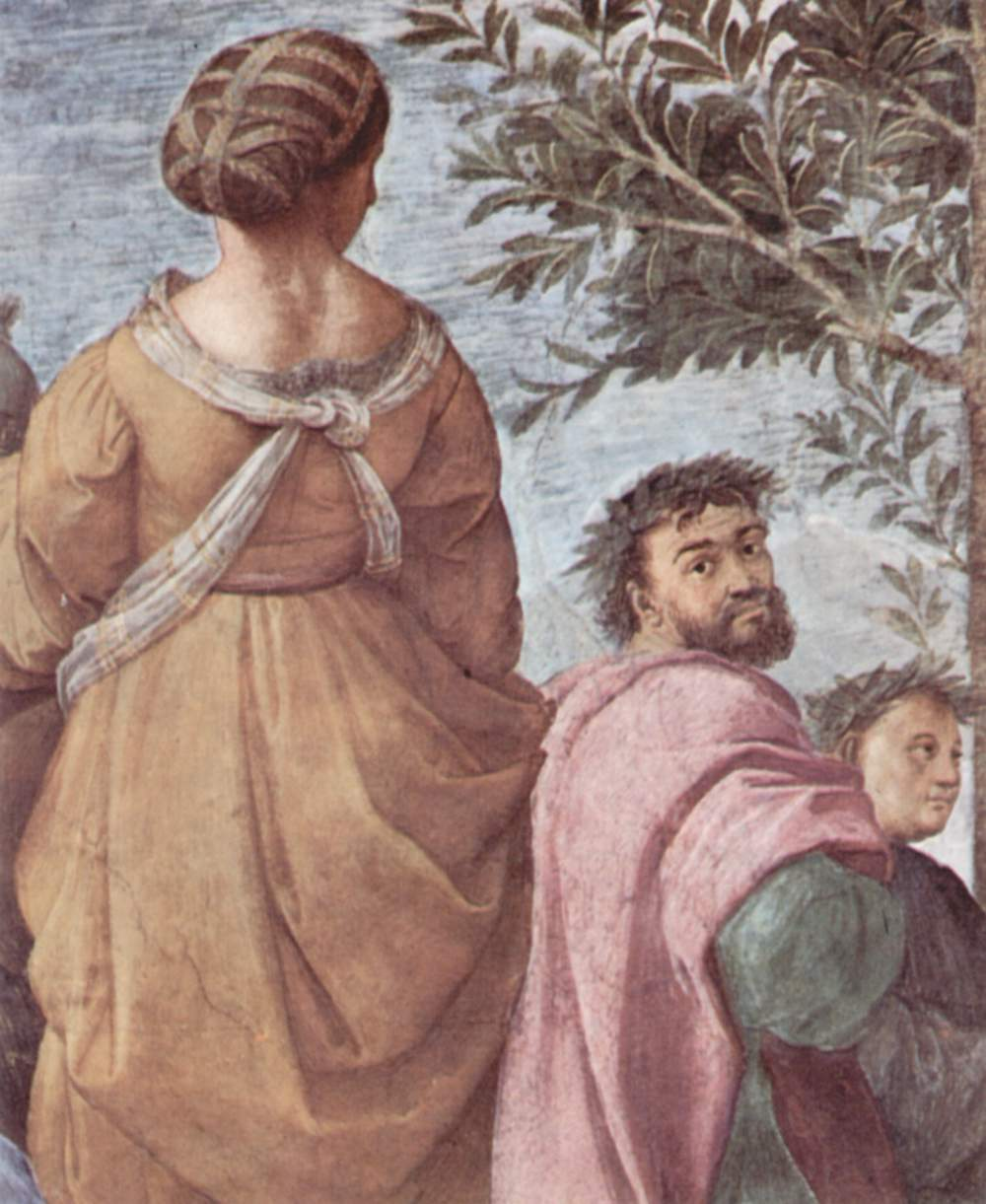
エラート、ルドヴィーコ・アリオスト、ジョヴァンニ・ボッカッチョ
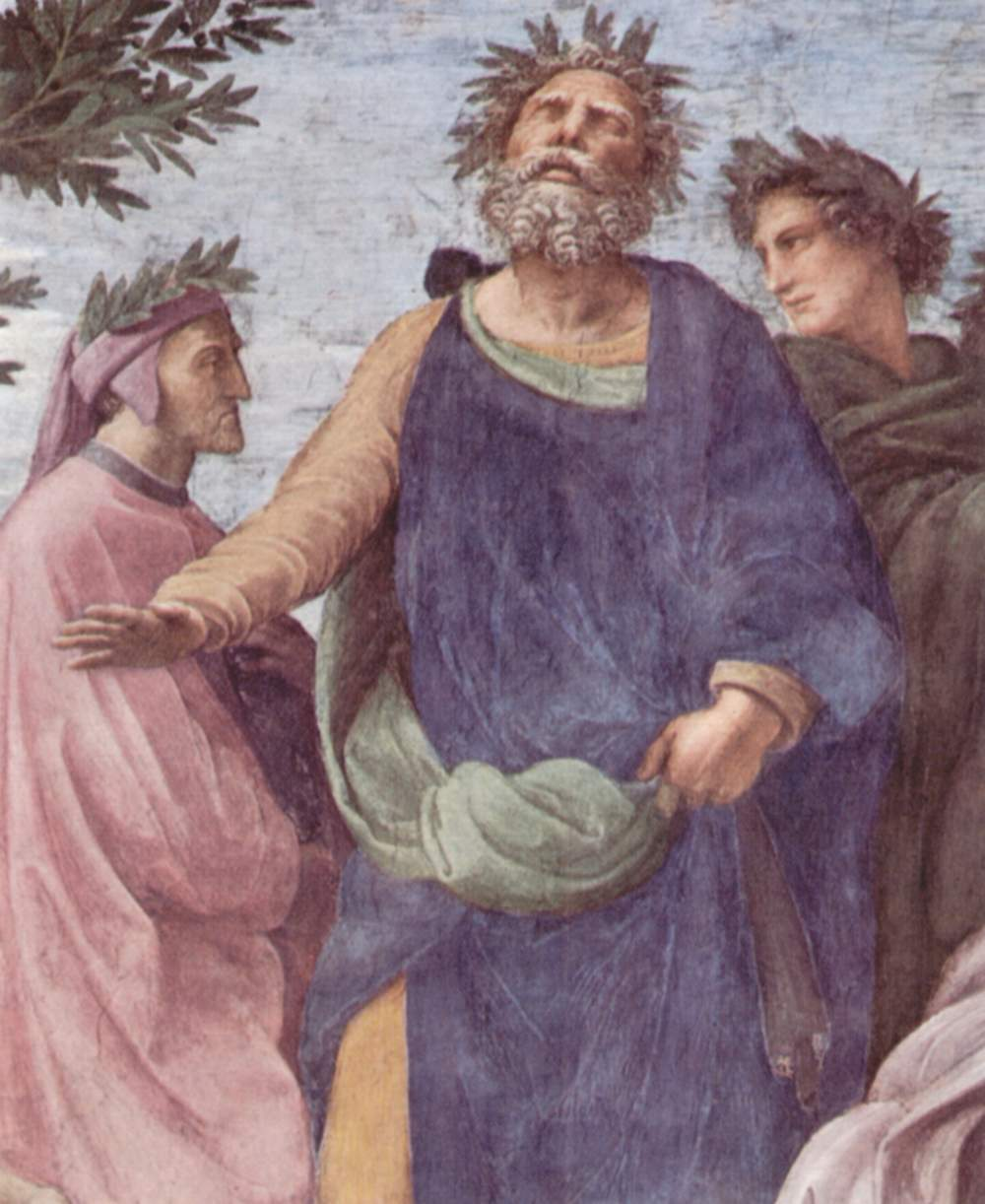
ダンテ・アリギエーリ、ホメロス 、ウェルギリウス
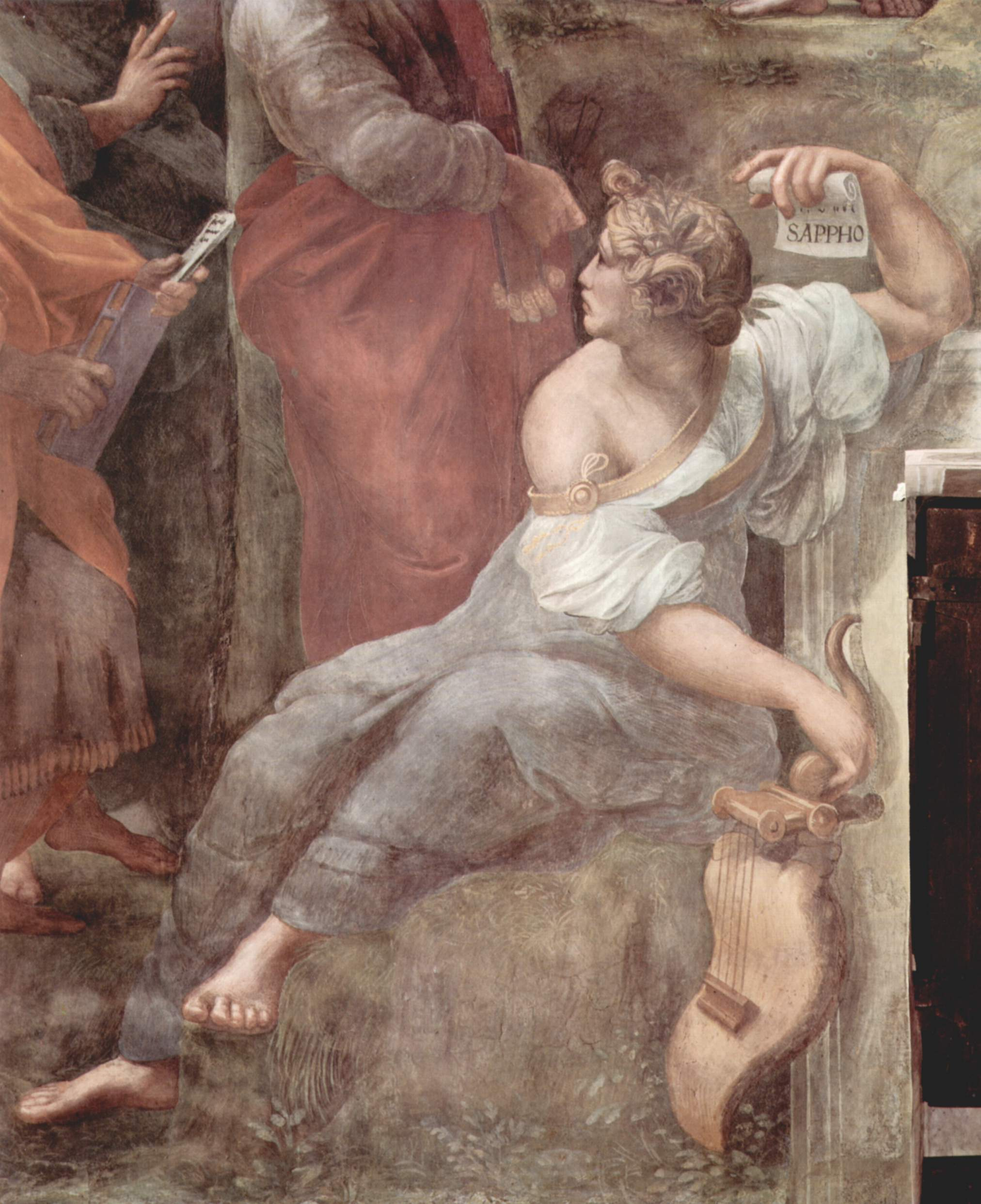
サッフォー
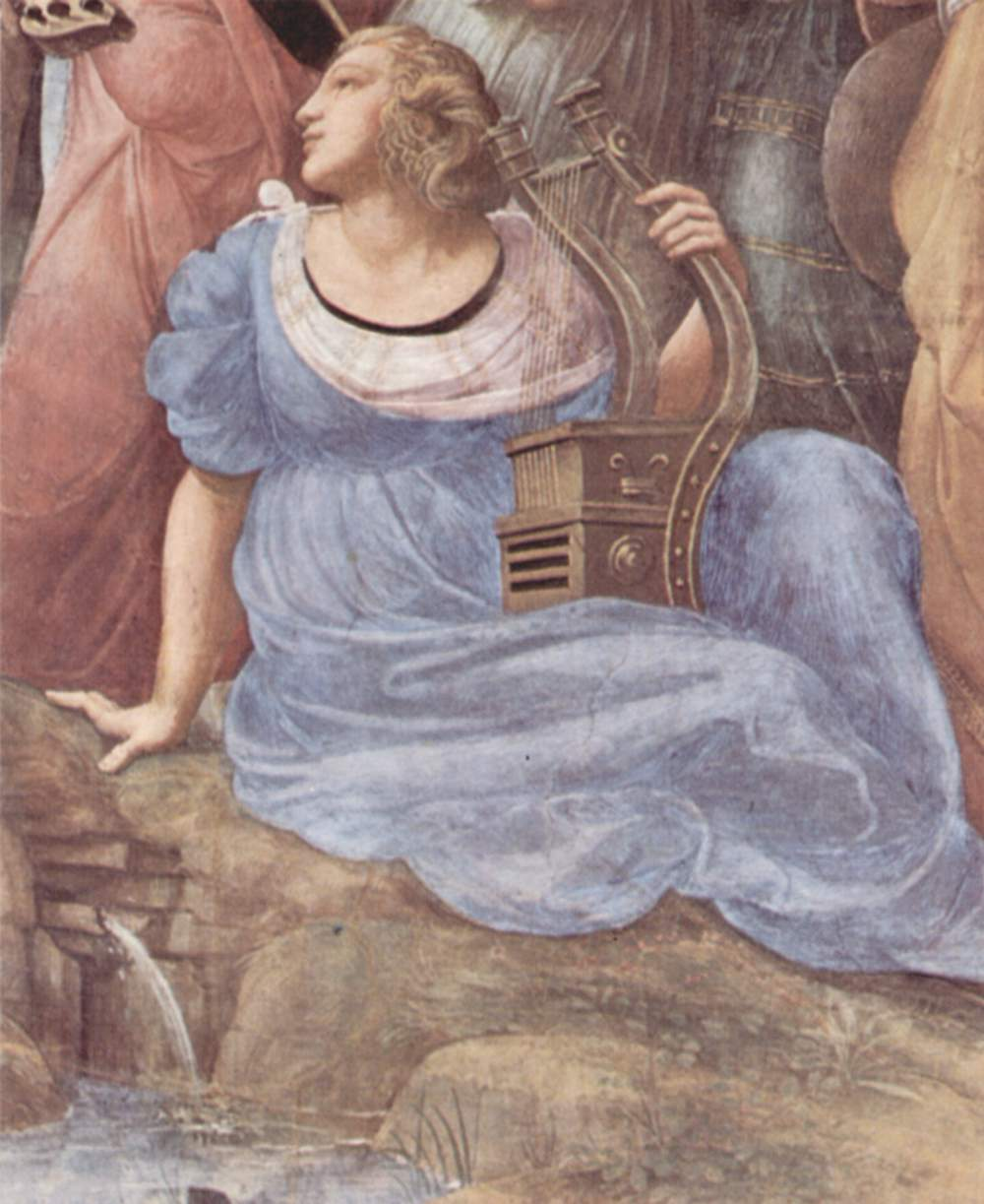
テルプシコラ
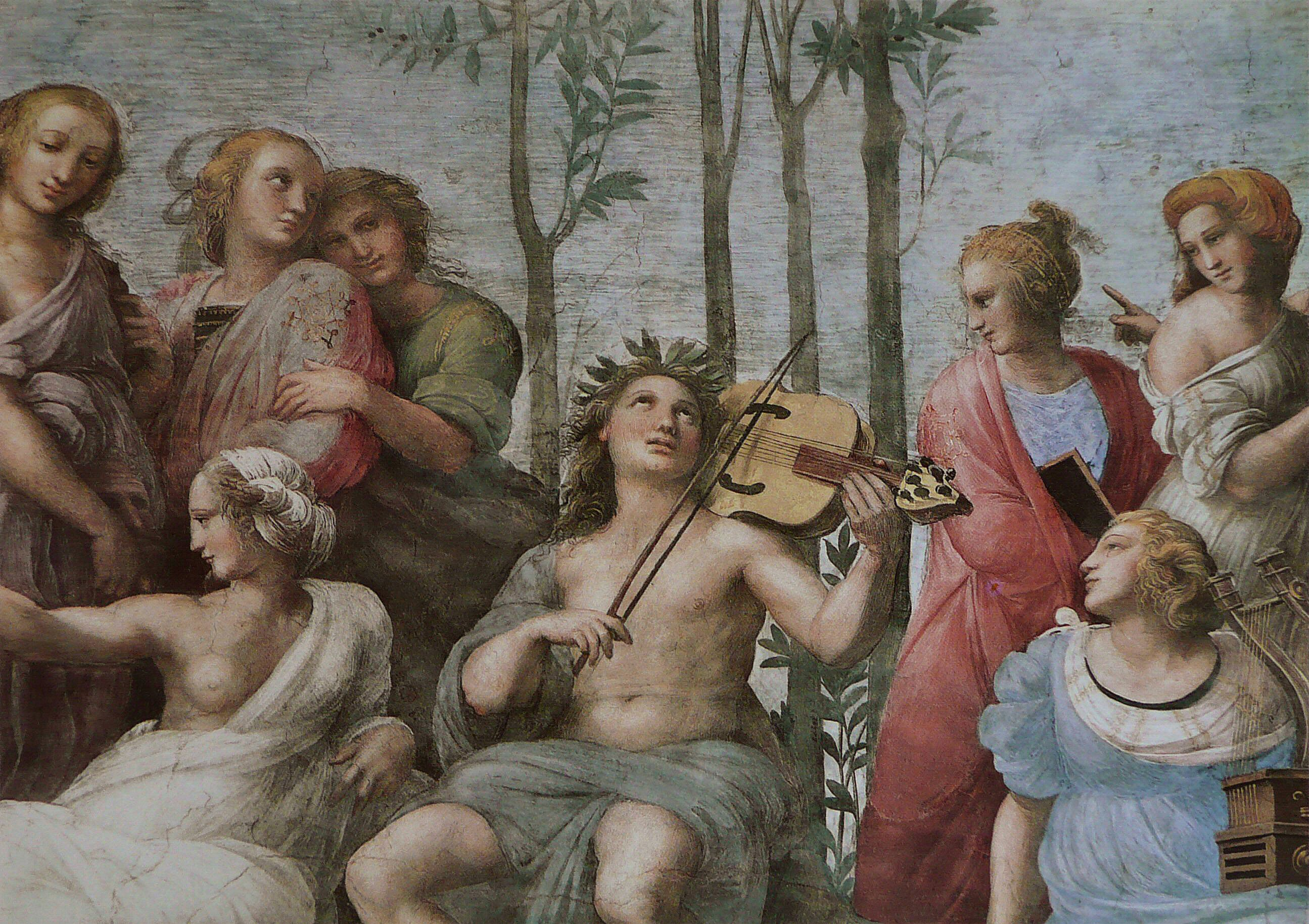
アポローン